# 자스민 시퍼스 존스
자스민 시퍼스 존스(Jasmine Cephas Jones, 1989년 7월 21일 ~ )는 미국. 영국의 배우, 가수이다.

## 영화
- 더 포토그래프 (2020년)
- 블라인드스포팅 (2018년)
- 티투스 (2013년)